# Nyagatare
Pour l’article homonyme, voir District de Nyagatare.
Nyagatare est une ville du district de Nyagatare, dans la province de l’Est du Rwanda.
Avec une population plus de 100 000 habitants, C'est une des villes les plus peuplées dans la Province de l'Est avec Rwamagana et Kibungo.

## Géographie
Nyagatare est située dans le district de Nyagatare, près des frontières de Rwanda avec Tanzanie et Ouganda. C'est 80 kilomètres (49,70969536 mi), par rue[Quoi ?], au nord-ouest de Kigali, la capitale et plus grande ville du Rwanda. Les coordonnées sont:1° 18' 0.00"S, 30° 19' 30.00"E (Latitude:-1.3000; Longitude:30.3250).

## Personnalités
Le poète Innocent Bahati, disparu en 2021, est originaire de cette municipalité.